# Cayratia triternata
Cayratia triternata är en vinväxtart som först beskrevs av Bak., och fick sitt nu gällande namn av Descoings. Cayratia triternata ingår i släktet Cayratia och familjen vinväxter. Inga underarter finns listade i Catalogue of Life.